# Aeroportul Internațional Asmara
Aeroportul Internațional Asmara (IATA: ASM, ICAO: HHAS) este un aeroport din Asmara, Regiunea Maekel, Eritreea ce deservește zona Asmara. Aeroportul a fost tranzitat în 2004 de 136.526 de pasageri. A fost numit după zona deservită.
Situat la o altitudine de 2.335 m, aeroportul dispune de 1 pistă.

## Infrastructură

### Piste
Aeroportul dispune de o singură pistă. Pista 07/25 are suprafața de asfalt și dimensiunile 3.000 m × 45 m. 